# Tristein
59°01′36.43″N 10°31′26.89″Ø / 59.0267861°N 10.5241361°Ø
Tristein eller Tristeinene, også kaldt Lille Færder eller Lille Ferder, er en lille øgruppe i Ydre Oslofjord. Øgruppen er en del af Tjøme kommune i Vestfold og Telemark fylke i Norge. Som navnet tilsiger består øgruppen af tre små øer; dertil er der en række små skær mellem dem og omkring. Færder fyr ligger på den midterste af de tre øer. Allerede i 1700-tallet blev Tristein kaldt for Lille Færder, bl.a. i det engelske søkortatlas The English Pilot fra 1780. 
Omtrent to nautiske mil nord for Tristein ligger øen Store Færder. Denne husede i mange år, frem til færdigbyggelsen af Færder fyr, et kulfyret kystfyr oprindelig fra 1696. Dette blev nedlagt da Færder fyr blev sat i drift i 1857. Ruiner kan spores efter det gamle fyr. Det nye fyr på Tristein fik navnet Færder. 
Navnet Færder er blevet godt kendt gennem den årlige Færdersejladsen med over tusind konkurrerende sejlbåde. Ud fra navnet, skulle man tro at sejladsen har sit vendingspunkt omkring Store Færder eller Færder fyr, men sådan er det ikke. Yderpunktet for de største bådklasser i Færdersejladsen, er Tristeingrunden. Dette er en grund ca. en nautisk mil syd for Tristein.
Øen har siden 2013 været en del af Færder nationalpark